# Botteram
Botteram ist eine Margarinen-Marke.
Ebenfalls wurde unter dem Markennamen Botterram Margarine verkauft. Ob sich dahinter ein anderer Produzent verbirgt, ist momentan nicht geklärt. Historisch wurde dieser Name auf den Verpackungen mit einem dünnen Strich über dem m geschrieben. Interpretiert man diesen als Verdoppelungsstrich, ergibt sich die alternative Schreibweise Botterramm.

## Geschichte
1871 gründete der Apotheker Benedikt Klein die Benedikt Klein Margarinewerke in Nippes bei Köln, wo unter den Markennamen Overstolz und Botteram Margarine hergestellt wurde.
Zunächst wurde ab 1888 in der Vogteistraße produziert, bis das Werk 1899 nach Köln-Ehrenfeld umzog. In den 1960er Jahren wurde bis zu 16 Tonnen Margarine pro Stunde hergestellt.
Ende der 1970er Jahre führten die zunehmende Konkurrenz und der damit einhergehende Preisdruck dazu, dass Firmenchef Robert Klein das Unternehmen 1980 an den niederländisch-britischen Konsumgüter-Konzern Unilever verkaufte. Bis 1987 blieb die Produktion in Köln selbstständig. Dann wurde diese nach Kleve verlagert und der Unilever-Tochter Union Deutsche Lebensmittelwerke angegliedert. Ende der 1990er Jahre zogen die verbliebenen Mitarbeiter von Köln nach Hilden, ehe das Unternehmen im Jahr 2001 völlig in der Union aufging.
Im Juli 2015 wurde die Marke Botteram auf Antrag Unilevers gelöscht.
Im Dezember 2017 brachte Unilever unter dem Namen Botterram eine 250g-Rapsöl-Butter-Packung in den Handel.
2018 verkaufte Unilever seine Brotaufstrichsparte an den Finanzinvestor KKR,
der sie unter dem Namen Upfield Holding weiterführte.
Im Oktober 2019 fiel Botterram Rapsöl-Butter beim Test durch Stiftung Warentest durch einen hohen Gehalt von 3-MCPD-Ester (jedoch innerhalb des Grenzwertes) auf. Außerdem wurde bekannt, dass das Produkt laut Test mehr Palmöl als Butter und Milchfett zusammen enthielt.

## Trivia
Der Name Botteram leitet sich vermutlich vom kölschen Wort Botteramm für Butterbrot ab.
In den 1960er Jahren warb der Kölner Volksschauspieler Willy Millowitsch im Fernsehen für Botteram.